# モニシャ・カルテンボーン
モニシャ・カルテンボーン (Monisha Kaltenborn,1971年5月10日 - )  は、F1のザウバーチームの元チーム代表。インド出身でオーストリア国籍。F1では最初の女性チーム代表である。

## 略歴
インドのデヘラードゥーンで生まれ、オーストリアに移住した。将来の夢は宇宙飛行士になることだったが、ウィーン大学では法律学を専攻し、ロンドン・スクール・オブ・エコノミクスで修士号を取得した。
卒業後は国際連合などに勤務し、1998年よりフリッツ・カイザー・グループ (Fritz Kaiser) で企業間法務取引を担当。同社が株式を保有していたザウバーに関わり、ペトロナスとの共同事業をマネージメントした。2000年にフリッツ・カイザーが株式を売却すると、正式にザウバーに移籍。経営委員会のメンバーとして、国際自動車連盟 (FIA) やF1の商業権管理者（バーニー・エクレストン）との折衝にあたった。
2010年1月、BMWザウバーから新生ザウバーとして再出発したチームにおいて、最高経営責任者 (CEO) に就任した。チームオーナー兼チーム代表のペーター・ザウバーは第一線から退くことをほのめかしており、カルテンボーンはその後継者とみなされるようになった。
2010年4月、ミシェル・ムートンを議長として発足したFIAの「ウィメン&モータースポーツ委員会 (WMC) 」のメンバーとなり、女性のモータースポーツ参加を促進する活動に参加している。また、学生の就業体験を支援する「F1イン・スクールズ」のプログラムにも協力している。
2014年11月頃、翌年のザウバーのレギュラードライバーについて故意に3名以上のドライバーと多重契約したとの可能性が明るみに出る。2015年3月5日、有効な契約を持つドライバーの1人ギド・ヴァン・デル・ガルデが訴訟を起こしたことで裁判に出廷し、敗訴した。その後も判決に背き契約の有効性を認めない行動を（チームと共に）繰り返したことで、一時は逮捕されるとの報道が流れるに至った。騒動の解決後、最終的に自身の非を認めるコメントを出している。（詳細はドライバー多重契約騒動を参照。）
2012年5月、ペーター・ザウバーはチーム株式の1/3をカルテンボーンへ譲渡した。同年10月、韓国GPよりカルテンボーンが新チーム代表に就任した。ペーター・ザウバーはグループ理事会会長としてチームに留まったが、資金難やドライバー多重契約などのトラブルでチーム存続の危機に瀕したため、2016年7月20日、チームの所有権を共同株主だったスイスのロングボウ・ファイナンスS.A.に譲渡することが決まったのを機に、すべての業務から完全に引退した。カルテンボーンは全株式を手放したがチーム代表に留まった。しかし、新たなオーナーとなったロングボウ・ファイナンスとの意見の相違から、2017年6月21日に代表兼CEOを退任した。
ザウバー離脱後、2018年2月には自らのチームとして「KDCレーシング」を設立、フォーミュラ4（F4）への参戦を表明するが、資金繰りに行き詰まり同年7月に破産。しかし2019年4月には、2018 - 2019シーズンのアジアン・ル・マン・シリーズでチャンピオンを獲得したCARGUY Racingへの加入が発表され、同チームのマネージャーとして活動することになった。